# Tadeusz Aleksandrowicz (zm. po 1800)
Tadeusz Aleksandrowicz (Alexandrowicz) herbu własnego (zm. po 1800 roku) – marszałek grodzieński w 1794 roku, sędzia ziemiański grodzieński w latach 1792-1794, sędzia ziemski grodzieński w latach 1777-1792, sędzia grodzki grodzieński w latach 1770-1777, skarbnik grodzieński w latach 1769-1772.
Poseł na sejm 1778 roku z powiatu grodzieńskiego.